# Consumer Electronics Show
Pour les articles homonymes, voir CES.
Le Consumer Electronics Show, ou CES, est devenu le plus important salon consacré à l'innovation technologique en électronique grand public. Il se tient annuellement début janvier à Las Vegas au Nevada et il est organisé par la Consumer Technology Association.

## Histoire

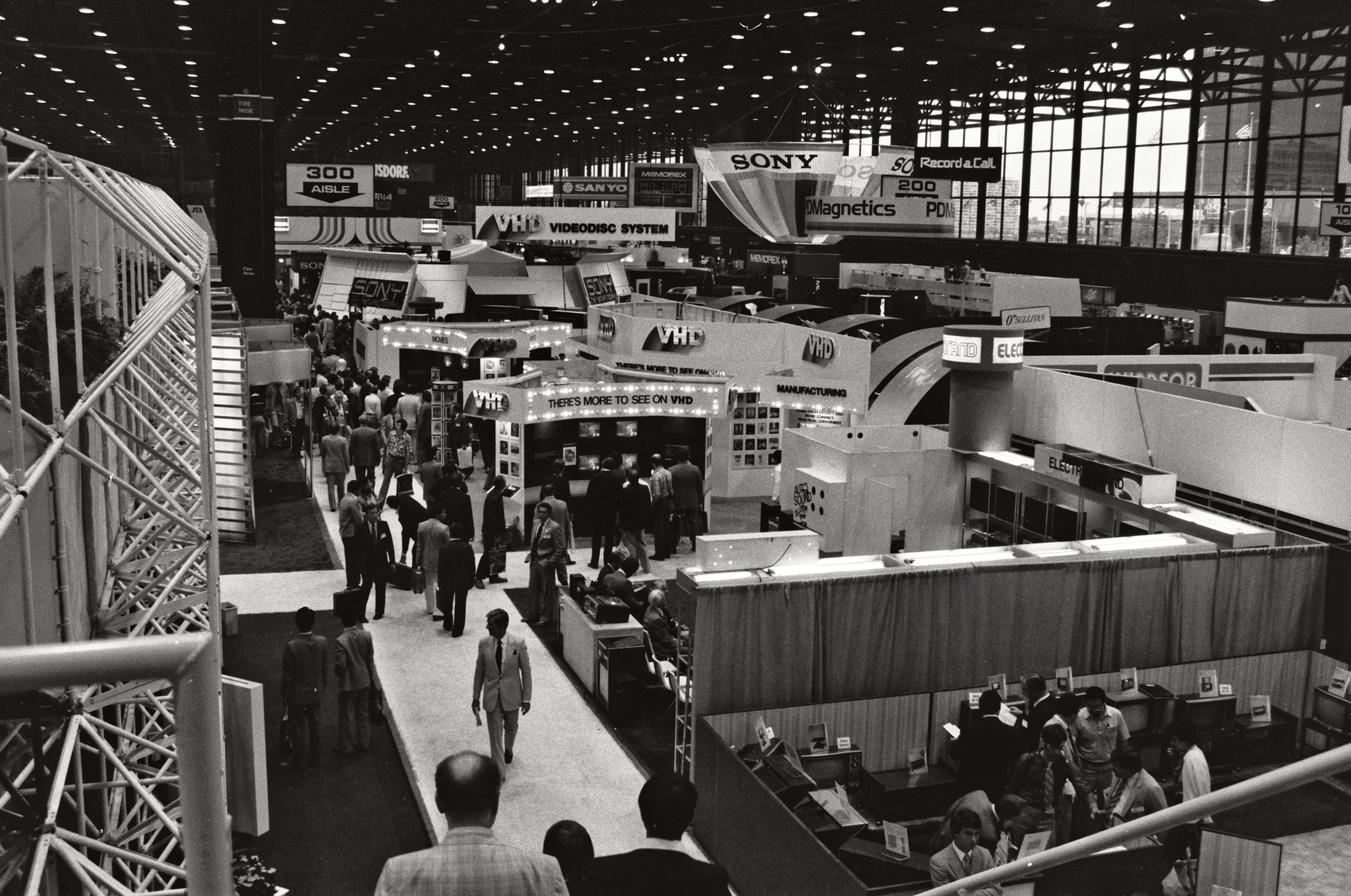
Le CES de 1982.

Le CES est lancé pour la première fois en 1967 à New York avec 200 exposants et 17 500 participants, par Jack Wayman (en) (1922-2014), un  spécialiste de la vente et créateur quatre ans plus tôt de l'Electronic Industries Association (aujourd'hui la Consumer Electronic Association). Le CES se tient dans l'enceinte de deux hôtels près de Times Square, l'Americana (devenu aujourd'hui le Sheraton) et l'Hilton. Ce premier salon est strictement réservé aux professionnels et présente alors principalement téléviseurs, magnétophones et radios portatives. Il n'existait aux États-Unis aucun salon professionnel consacré à l'électronique grand public, les fabricants présentaient leurs produits lors du Chicago Music Show, qui réunissait les professionnels de l'industrie musicale et qui était financé par la National Association of Music Merchants (NAMM). Jack Wayman choisit d'organiser son nouveau salon aux mêmes dates que le Chicago Music Show poussant les exposants à faire un choix. La plupart des fabricants américains et les fabricants japonais, alors en pleine ascension, choisissent le CES. Pour garantir une affluence de professionnels, Wayman convainc l'association américaine de distributeurs indépendants d'équipements (la NARDA, la National Appliance and Radio Dealers Association) d'organiser au même endroit et aux mêmes dates sa convention annuelle.
Le salon prend ensuite de l'ampleur d'année en année. Il se tient deux fois par an de 1978 à 1994, une fois en janvier à Las Vegas sous le nom de Winter Consumer Electronics Show (WCES) et une fois en juin à Chicago dans l'Illinois, sous le nom de Summer Consumer Electronics Show (SCES). Il a lieu désormais depuis plusieurs années une fois par an, début janvier, à Las Vegas.
Avec la convergence de l'électronique de loisir, de l'informatique, d'internet et des télécoms, le CES a supplanté l'ancien COMDEX qui se tenait également à Las Vegas quelques semaines plus tôt. Lors de ce salon, de nouveaux produits ou leurs versions bêta sont présentés, et de futurs produits annoncés. Désormais, les présidents des principales sociétés du secteur y font des interventions connues sous le nom de keynotes.
En 2007, le salon fêtait son 40e anniversaire, réunissant 2 700 exposants issus de plus de 110 pays, sur 167 000 m2. Plus de 150 000 visiteurs professionnels s’y sont rendus attendus.
Le CES 2011 s'est déroulé du 6 au 9 janvier 2011. Nintendo y était présent, alors que la firme n'y était pas allée depuis 1995. Plusieurs tablettes tactiles ont été présentés dont la Xoom de Motorola sous Android 3.0.
Parmi les annonces de 2012 figuraient le Sony Xperia S, une montre Sony Ericsson faisant office de télécommande et le renouveau des baladeurs Sony Walkman, cette fois sous Android[réf. nécessaire].
Le 6 janvier 2013, le fabricant de puces graphiques Nvidia a dévoilé la première console de jeux vidéo de son histoire : Project Shield, une console portable équipée du processeur Tegra 4, et une sortie TV HDMI.
En 2014 Apple et GN ReSound présentent des prothèses auditives (LiNX) qui se passent d'un intermédiaire récepteur. Utilisant une connexion Bluetooth 4.0 (basse consommation) et la fréquence de 2,4 GHz, elles pourront se connecter aussi à l'iPad et iPod touch,. De plus, une application iOS dédiée, ReSound, permettra de modifier certains réglages (pour affiner les aigus ou les graves lors d'un concert par exemple). Le pilulier intelligent Imedipac de la société Medissimo (un pilulier qui permet de garantir l’observance thérapeutique d'un traitement médical) est primé lors de cette édition.
En 2016, le salon a réuni 3 600 sociétés sur 223 000 m2 et a accueilli 170 000 professionnels (dont 6 900 journalistes). Parmi les exposants figuraient 250 sociétés françaises.
Le ministre français de l'Économie, Emmanuel Macron, se rend au CES le 6 janvier 2016. Il est longuement ovationné par plusieurs centaines de start-uppeurs. Cependant, son déplacement donne lieu l'année suivante à l'ouverture d'une enquête préliminaire en France pour « favoritisme, complicité et recel de favoritisme », car l'événement a été organisé par Havas, le marché étant confié à l'agence par la directrice générale de Business France, Muriel Pénicaud, sans appel d'offres.
En 2019 la 52e édition du CES réunit plus de 4400 sociétés et startups. Après la mise en place du règlement sur la protection des données personnelles en Europe, cette édition est tournée vers la cybersécurité. Trois startups françaises ont été primées dans la catégorie Tech for a better world , MeerSens solution de mesure des dangers environnementaux (rayons UV, pesticides, allergènes, analyses de l’eau et de l’air) , App’Elles application contre les violences faites aux femmes lancée par Diariata N’Diaye et Healsy application pour les personnes diabétiques.
En 2020, forte présence de l'innovation suisse portée à travers un pavillon regroupant 32 startups dans les domaines de l'intelligence artificielle, de la cybersécurité et la biométrie, notamment avec la reconnaissance veineuse.

## Produits présentés
Quelques exemples de produits et technologies présentés en avant-première au CES :
- magnétoscope (VCR), 1970 ;
- lecteur de Laserdisc, 1974 ;
- Pong, 1975 ;
- caméra et vidéo, 1981 ;
- NES, 1985 ;
- Amiga CDTV et CD-i, 1991 ;
- MiniDisc et RDS, 1993 ;
- DVD, 1996 ;
- télévision à haute définition, 1998 ;
- caméscope numérique, 1999 ;
- Xbox, 2001 ;
- disque Blu-ray, 2004

## Éditions

### Édition 2015
Concept cars
- BMW i Vision Future[17]

### Édition 2016
Concept cars
- Faraday Future FFZERO1[18]

### Édition 2017
Nouveautés automobiles
- Faraday Future FF91[19]
- Vanderhall Edison²

Concept cars
- Toyota Concept-i[20]

### Édition 2018
Nouveautés automobiles
- Fisker EMotion

Concept cars
- Byton Crossover Concept[21]

### Édition 2019
Nouveautés automobiles
- Mercedes-Benz CLA II[22]

### Édition 2020
Nouveautés automobiles
- Jeep Wrangler hybride rechargeable (4xe)[23]

Concept cars
- Sony Vision-S[24]

### Édition 2022
Concept cars
- BMW iX Flow Concept (2022)[25]
- Cadillac InnerSpace Autonomous Concept
- Chevrolet Equinox EV (2022)[26]
- Chevrolet Silverado EV (2022)[26]
- Chrysler Airflow Concept[27]
- Sony Vision-S 02[28]
- Togg Transition[29]
- Vinfast VF7 Concept[30]

### Édition 2023
Le thème de l’édition 2023 est « Tech for a better tomorrow ». A cette occasion, les acteurs du monde de l’électronique et des nouvelles technologies sont invités à présenter leurs innovations pour construire un avenir meilleur (réduction de la consommation énergétique, recyclage des composants etc.).
Lors de cette édition, la France est la nation la plus représentée parmi l’ensemble des délégations, avec 170 start-ups françaises présentes au salon.
En raison de l’invasion de l’Ukraine par la Russie, les start-ups russes n’ont quant à elles pas été invitées.
Concept cars
- Afeela EV concept[34]
- BMW i Vision Dee concept[35]
- Peugeot Inception[36]
- RAM 1500 Revolution BEV
- Volkswagen ID.7[37]
- Yangwang U9[38]

### Édition 2024
Nouveautés automobiles
- Vinfast VF3

Concept cars
- Honda Saloon concept[39].
- Honda Space-Hub concept[39]